# 紅耳青鱗魚
紅耳青鱗魚為輻鰭魚綱鲱形目鲱科的其中一種，分布於西大西洋區，從墨西哥灣至巴西北部海域，棲息深度可達50公尺，本魚體細長，前面背鰭鰭條的頂端黑，在鰓的上端後面有淡紅或橘色的斑點，鱗片細小易脫落，在鰓蓋的邊緣有擴散黃色或淡橘色斑點，背鰭軟條13-21枚;臀鰭軟條12-23枚，體長可達22公分，棲息在沿海海域，成群活動，可做為食用魚。

## 擴展閱讀
維基物種上的相關：紅耳青鱗魚